# Ndutu
Ndutu es el nombre de un esqueleto craneal parcial fósil encontrado en el lago homónimo (Tanzania) en 1973 y que se atribuye al género Homo, pero con gran controversia en la asignación de la especie, que según autores puede ser Homo rhodesiensis, heidelbergensis o erectus.
Fue descrito por Clarke tres años después del descubrimiento en la revista Nature.

## Datación
Ndutu ha recibido distintas dataciones a lo largo del tiempo, por ejemplo Clarke (1990) lo sitúa entre 200 y 400 mil años, mientras que otros lo dejan en un máximo de 200 mil años, aunque también amplían el rango dataciones con base en la industria asociada a 300-500 ka.